# Sally Forth Records
Sally Forth Records is een Nederlands indie platenlabel uit Mijdrecht. Het label is opgericht in 1997 door Minco Eggersman en Jos Honig en brengt voornamelijk muziek uit van Nederlandse en Scandinavische indierockbands.
Het label staat bekend om een groot gemeenschapsgevoel. Zo spelen veel muzikanten in meerdere bands van Sally tegelijk. Onder de naam The Pet Series worden regelmatig verzamel-cd's uitgebracht waarop onuitgegeven nummers van artiesten van over de hele wereld staan. Elk van deze cd's heeft een huisdier als thema, waarbij de artiesten wordt verzocht een foto van hun huisdier op te sturen. Tot nu toe zijn in deze reeks verschenen: de hond, de kat, de vogel, de vis, het konijn en de muis.
In 2003 werd het dochterlabel Volkoren opgericht om artiesten en bands met een wat meer ingetogen karakter (roots en singer/songwriter) onder te brengen.

## Huidige artiesten
- The Spirit That Guides Us (Nederland)
- Blackstrap (Zweden)
- John Coffey (Nederland)

## Voormalige artiesten
- The Lionheart Brothers (Noorwegen)
- Rollercoaster 23 (Nederland)
- Kryptonite Garden (Nederland)
- Glorybox (Denemarken)
- Selfmindead (Noorwegen)
- Soapbox (Zweden)
- Campsite (Denemarken)
- This Beautiful Mess (Nederland)
- The Hot Stewards (Nederland)
- Orange-I (België)
- Magnusson arrived from Fjörnebö